# Nîmes
Nîmes (/nim/; in occitano Nimes, in latino Nemausus) è un comune francese di 143 917 abitanti capoluogo del dipartimento del Gard, nella regione dell'Occitania.
Il centro abitato ha origini preromane ma assunse caratteristiche urbane in età romana, divenendo una delle più importanti e fiorenti città delle Gallie. Grazie alla presenza di monumenti romani come l'anfiteatro, la Maison Carrée, la Tour Magne, la porta d'Arles, i resti del tempio di Diana, e, nelle sue vicinanze, il ponte del Gard, i francesi sono soliti riferirsi alla città con l'appellativo di Roma francese.
Oltre che per il patrimonio architettonico e monumentale, Nîmes è anche conosciuta per l'importanza dei suoi musei, per la vivace vita culturale e sociale e per la commistione di culture della Provenza e della Linguadoca, che tanta parte ha avuto nella sua storia. La città si è così da tempo convertita in un centro turistico che ogni anno richiama un consistente flusso di visitatori da ogni parte del mondo.

## Geografia fisica

### Clima
La città ha un clima mediterraneo, caldo d'estate, ma non torrido (con una media che oscilla attorno ai 23 °C) e mite d'inverno (7 °C circa di media), pur essendo soggetta all'influenza del maestrale, vento freddo che può superare i 100 km/h e provocare gelate forti e improvvise (il 3 febbraio 1948 si registrò la temperatura minima storica assoluta di −14,0 °C). Le precipitazioni (744 mm annui di media per il periodo 1920-2013) sono relativamente abbondanti e abbastanza ben distribuite da settembre a maggio. L'estate, pur essendo più asciutta delle restanti stagioni, non presenta tuttavia l'aridità tipica che si riscontra in altre contrade mediterranee. Le precipitazioni di tipo nevoso costituiscono un fenomeno piuttosto raro, mentre mediamente i giorni di gelo sono 24 all'anno. Dai dati in nostro possesso Nîmes risulta essere, con quasi 2.700 ore di sole all'anno, una delle città più assolate di Francia.
| Staz. di Nîmes-Courbessac (1920-2013) | Gen   | Feb   | Mar   | Apr   | Mag   | Giu   | Lug   | Ago   | Set   | Ott   | Nov   | Dic   | Anno    |
| ------------------------------------- | ----- | ----- | ----- | ----- | ----- | ----- | ----- | ----- | ----- | ----- | ----- | ----- | ------- |
| Temp. minima media (°C)               | 2,4   | 3,0   | 5,5   | 8,0   | 11,5  | 15,2  | 17,8  | 17,5  | 14,7  | 10,8  | 6,1   | 3,2   | 9,7     |
| Temp. media (°C)                      | 6,5   | 7,5   | 10,4  | 13,2  | 17,0  | 21,0  | 24,0  | 23,6  | 20,1  | 15,5  | 10,3  | 7,1   | 14,7    |
| Temp. massima media (°C)              | 10,5  | 12,0  | 15,3  | 18,3  | 22,4  | 26,8  | 30,2  | 29,5  | 25,4  | 20,1  | 14,4  | 10,9  | 19,7    |
| Ore di sole                           | 143,1 | 156,6 | 206,7 | 233,8 | 266,8 | 310,1 | 350,5 | 307,7 | 239,9 | 180,0 | 144,2 | 130,9 | 2.670,3 |
| Precipitazioni (mm)                   | 59,7  | 48,2  | 60,5  | 61,1  | 63,2  | 38,1  | 26,5  | 46,7  | 88,5  | 104,6 | 82,1  | 65,0  | 744,4   |
| Giorni di pioggia                     | 6,1   | 4,9   | 6,2   | 6,2   | 6,1   | 4,5   | 2,8   | 3,9   | 5,1   | 6,5   | 6,8   | 6,2   | 65,5    |
| Giorni di gelo                        | 8,2   | 5,9   | 1,7   | 0,1   | 0     | 0     | 0     | 0     | 0     | 0     | 1,7   | 6,4   | 24,1    |

## Origini del nome

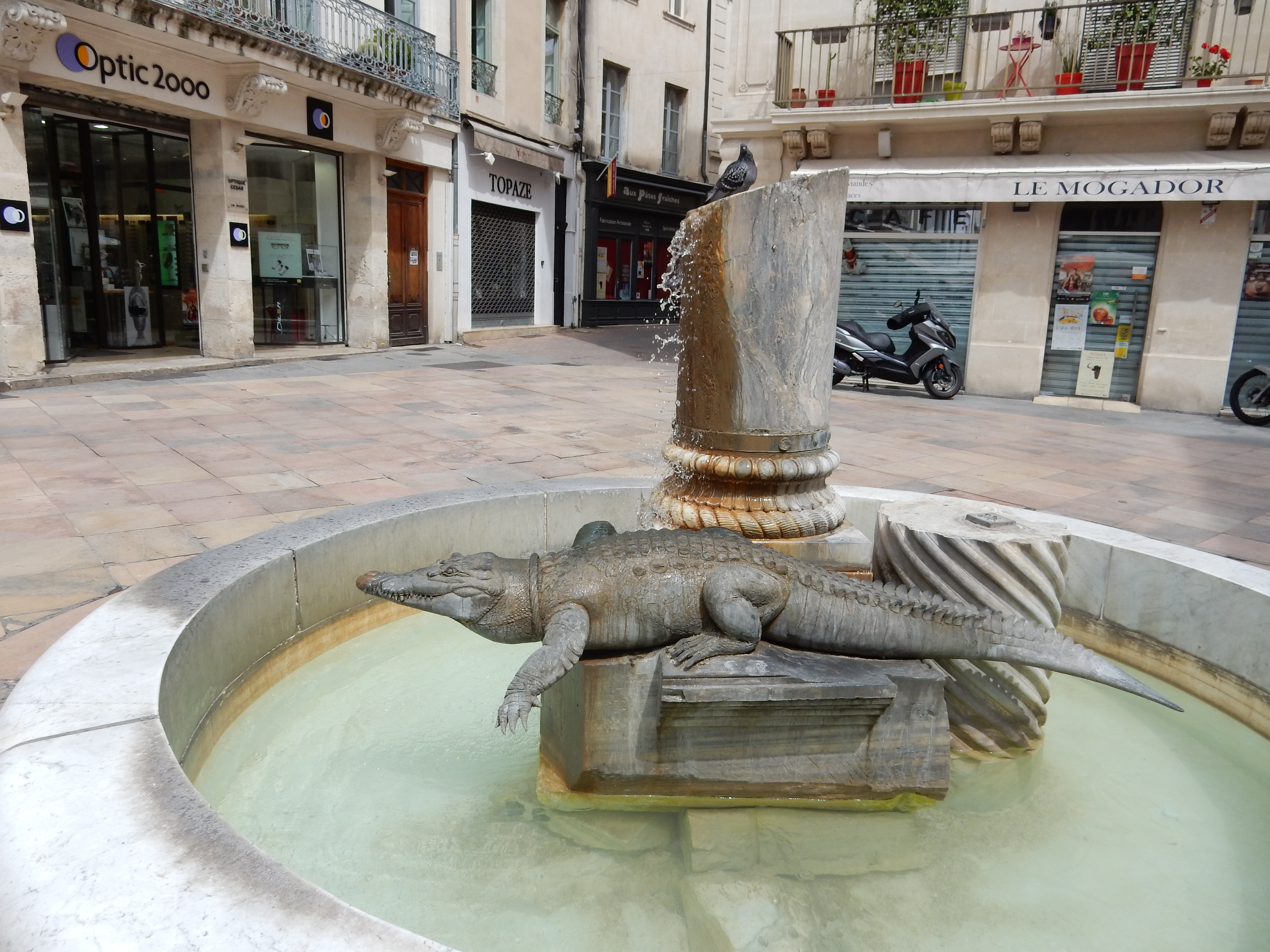
Fontana con il simbolo della città

La città deve il suo nome al dio celtico Nemausus, adorato nell'antichità come protettore della città stessa.

## Storia

### Simboli
Lo stemma della città — un coccodrillo incatenato ad una palma — è un riferimento alla sua origine romana: l'attuale città venne infatti fondata come colonia dai legionari reduci dalle campagne egiziane di Cesare.
La scritta "COLNEM" che appare sempre nello stemma è un'abbreviazione per "Colonia Nemausus".

## Monumenti e luoghi d'interesse
- La cattedrale di Notre-Dame-et-Saint-Castor, dichiarata monumento storico di Francia.
- Arena di Nîmes, anfiteatro romano (I secolo). Trasformato in fortezza durante il medioevo, ospita spettacoli e corride.
- La Maison Carrée, tempio romano di epoca imperiale (I secolo), un tempo posto al centro del foro della città romana.
- La Tour Magne, principale torre della cinta fortificata di epoca romana, posta sulla collina che domina Nîmes, si eleva ancora per 32 metri (pur avendo perso il terzo livello).
- I giardini della fontana, realizzati nel XVII secolo su un precedente sito, comprendono anche le rovine del tempio di Diana.
- Il Castellum, punto di arrivo dell'acquedotto (famoso per il ponte del Gard, è un bacino per la distribuzione delle acque scavato nella roccia del diametro di 5,9 metri e profondo 1,4 metri).
- Le uniche due porte romane rimaste, la porta di Arles (o porta Augusto) e la porta di Francia (o porta di Spagna).
- La chiesa di San Paolo, eretta tra il 1835 e il 1849 su progetto dell'architetto francese Charles-Auguste Questel, dichiarata monumento storico di Francia.
- Il Museo della Romanità di Nîmes di recente costruzione (2018).

## Cultura

### Musei
Il Museo della romanità, inaugurato nel giugno 2018, che raccoglie interessanti testimonianze archeologiche dall'era pre-romana al medio evo. L'edificio, progettato da Elisabeth de Portzamparc e costruito a fianco dell'arena romana, è un esempio di architettura contemporanea. La sistemazione interna dei reperti è improntata alle più recenti concezioni di museo attivo e partecipato.

## Amministrazione

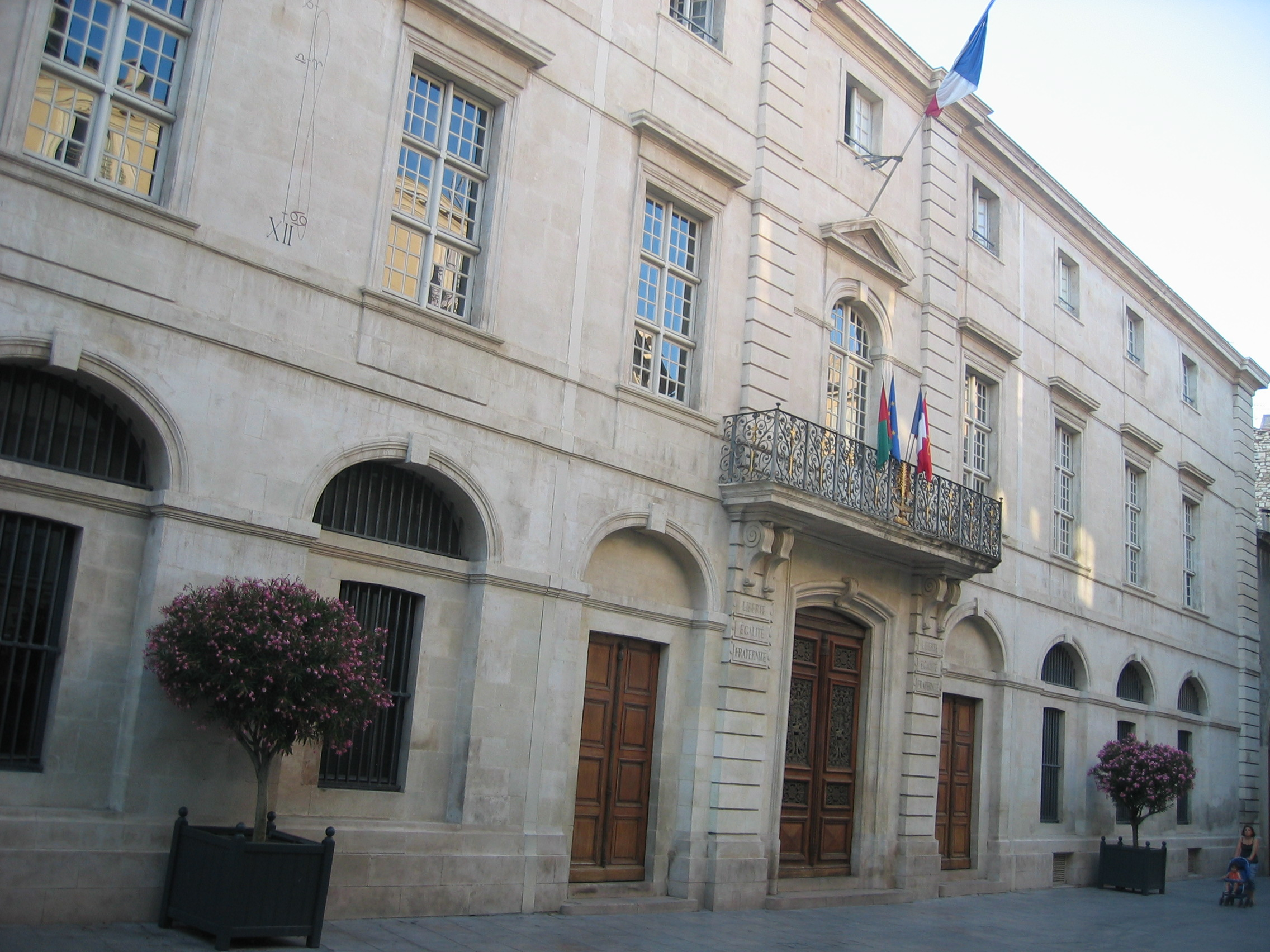
L'hôtel de ville

### Cantoni
Fino alla riforma del 2014, la città di Nîmes era suddivisa in 6 cantoni dell'arrondissement di Nîmes. Nessun altro comune limitrofo era incluso nei 6 cantoni.
A seguito della riforma approvata con decreto del 24 febbraio 2014, che ha avuto attuazione dopo le elezioni dipartimentali del 2015, il territorio comunale della città di Nîmes è stato ripartito su 5 cantoni:
- Cantone di Nîmes-1
- Cantone di Nîmes-2
- Cantone di Nîmes-3
- Cantone di Nîmes-4
- Cantone di Saint-Gilles

ciascuno comprendente una parte della città. Nessun altro comune limitrofo è incluso nei 4 cantoni urbani.

### Gemellaggi
Nîmes è gemellata con le seguenti città:
- Preston, dal 1955
- Verona, dal 1960[4]
- Braunschweig, dal 1962
- Praga, dal 1967
- Francoforte sull'Oder, dal 1976
- Salamanca, dal 1979
- Rishon LeZion, dal 1986
- Meknès, dal 2005

## Sport
- La squadra calcistica della città, il Nîmes Olympique, milita attualmente (stagione 2023-2024) nel Championnat National, la terza serie calcistica francese.
- La squadra locale di rugby, l'RC Nîmes, milita in terza divisione (Federale 1).

## Società

### Evoluzione demografica
Abitanti censiti

## Galleria d'immagini

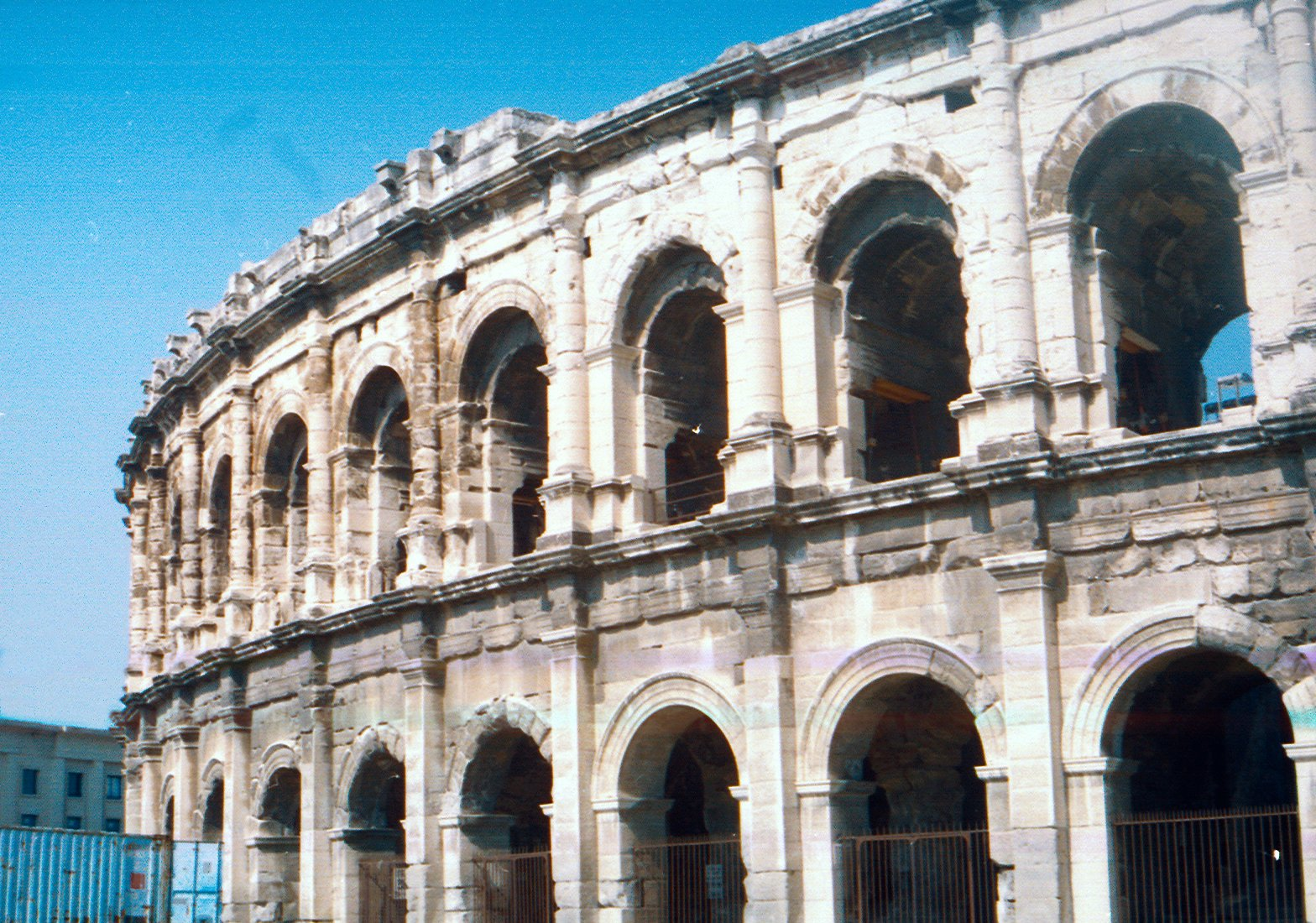
Les Arènes
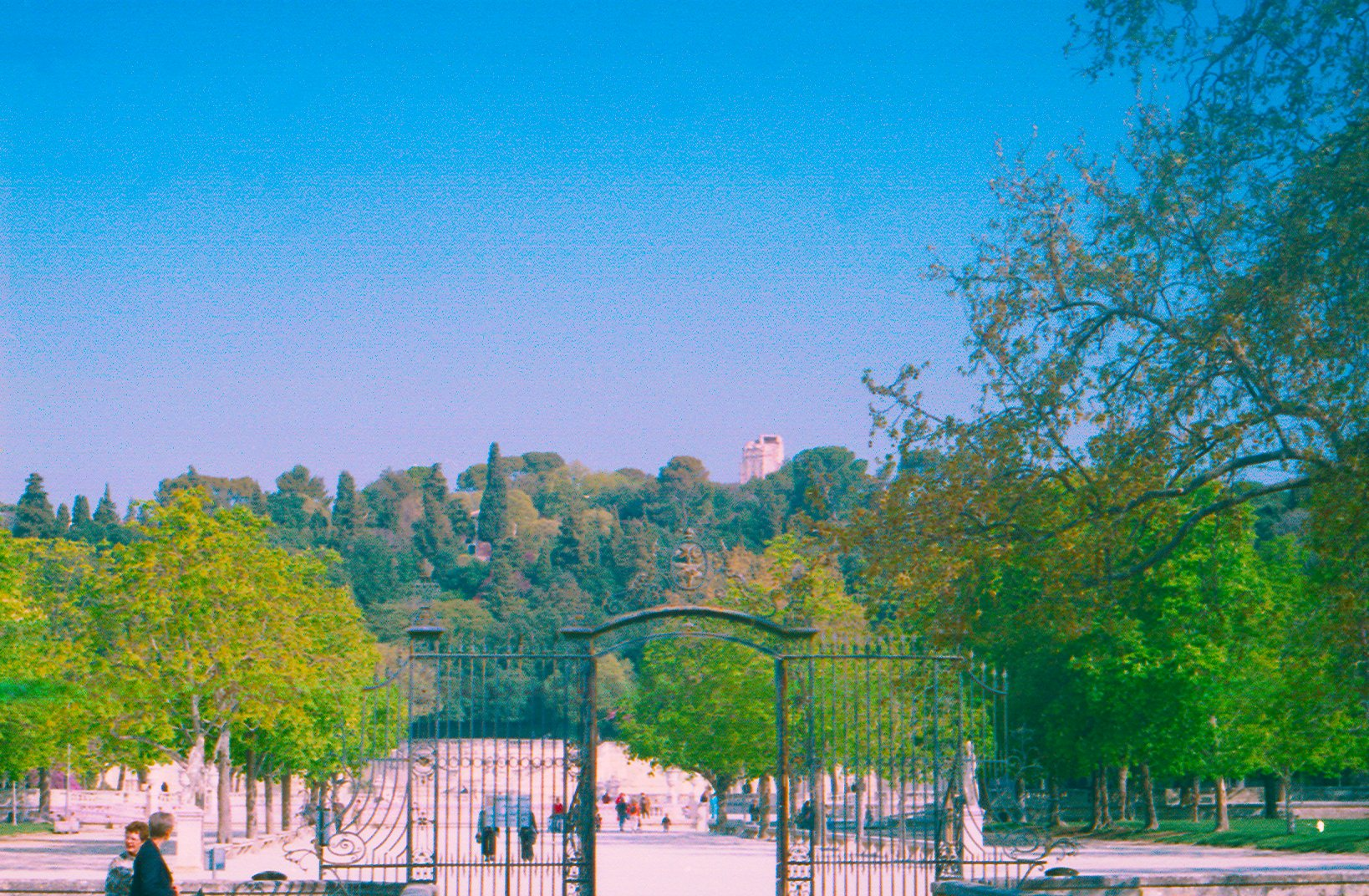
I giardini della fontana e la Tour Magne
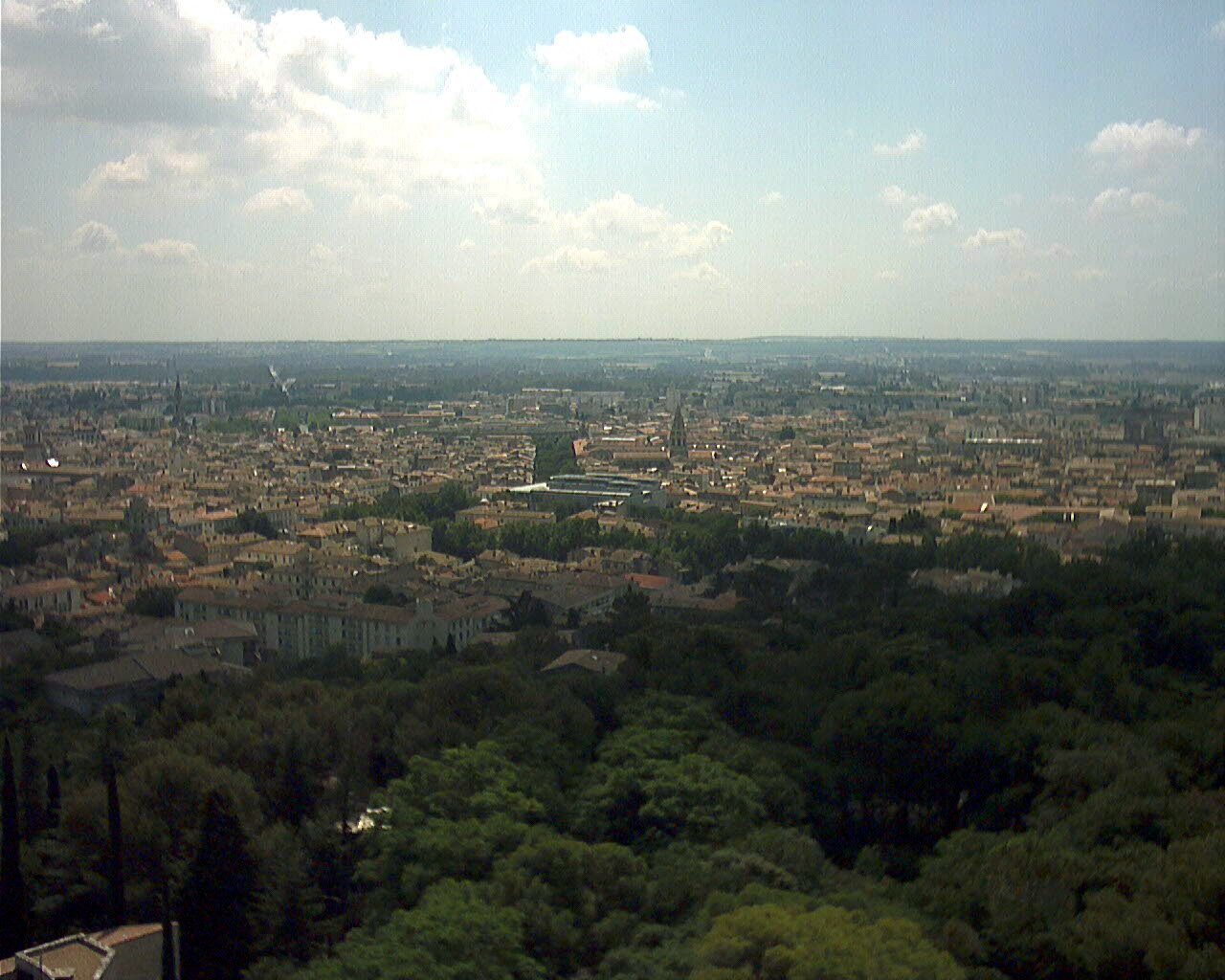
Nîmes vista dalla Tour Magne
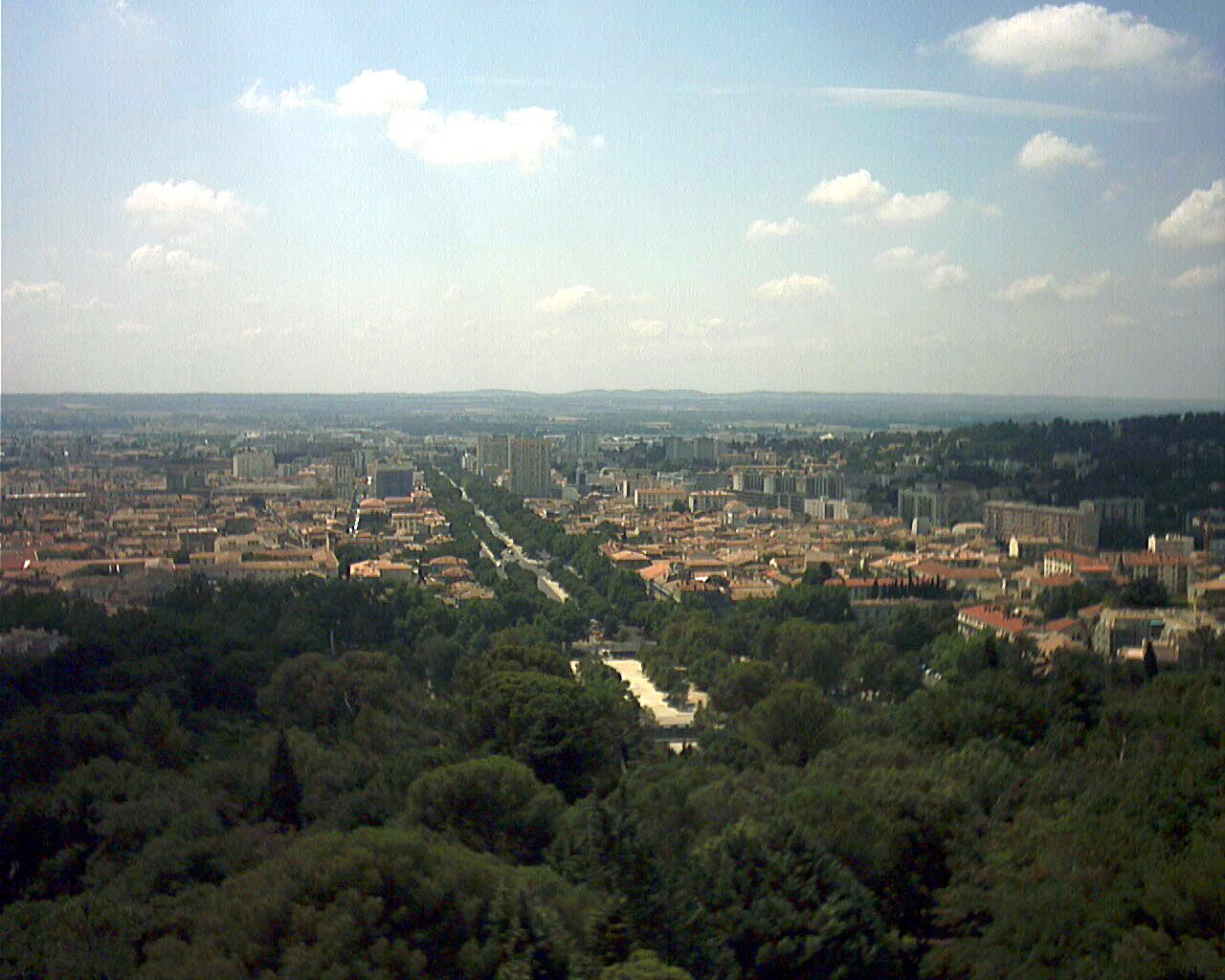
Nîmes vista dalla Tour Magne
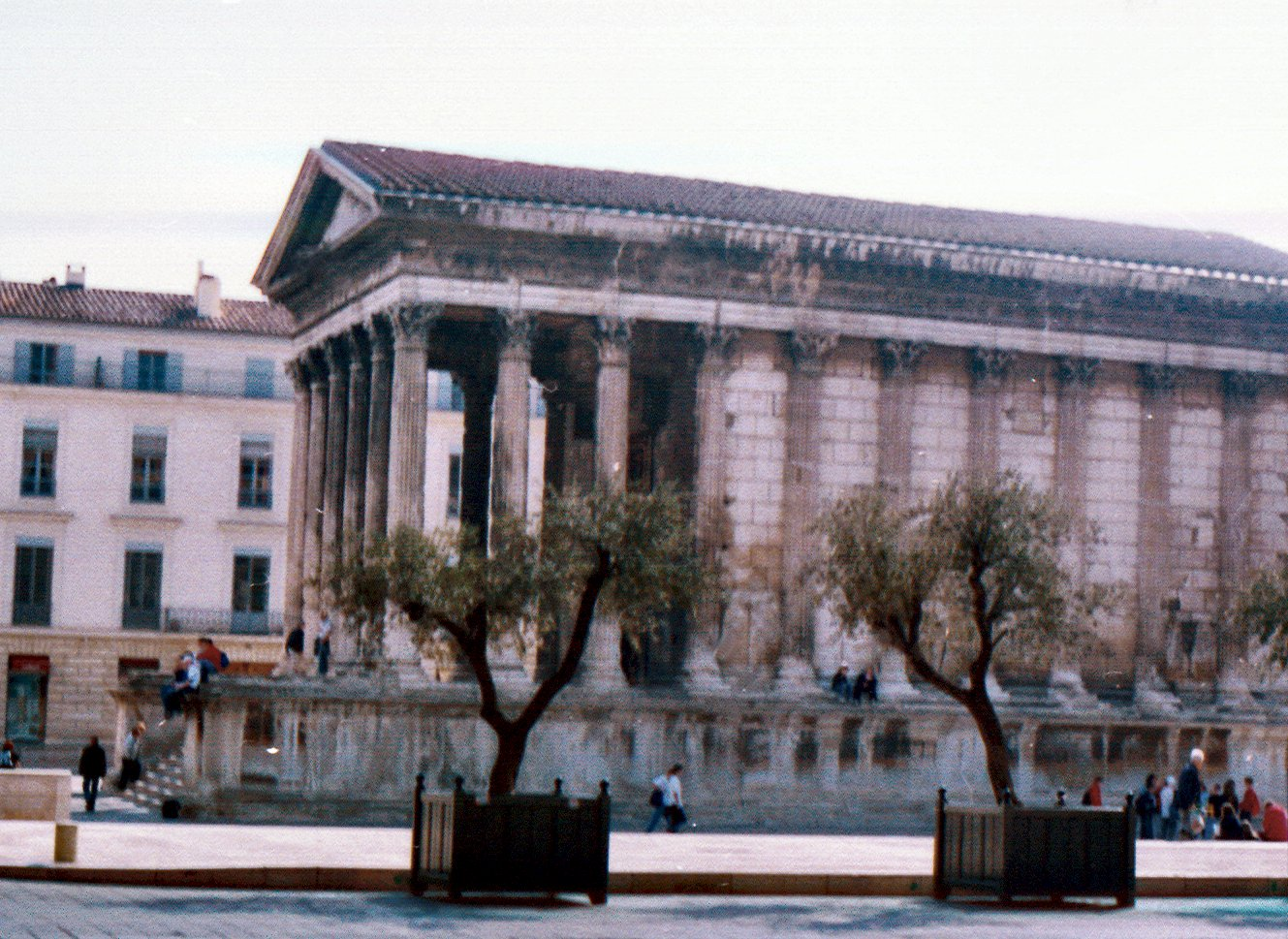
La Maison Carrée
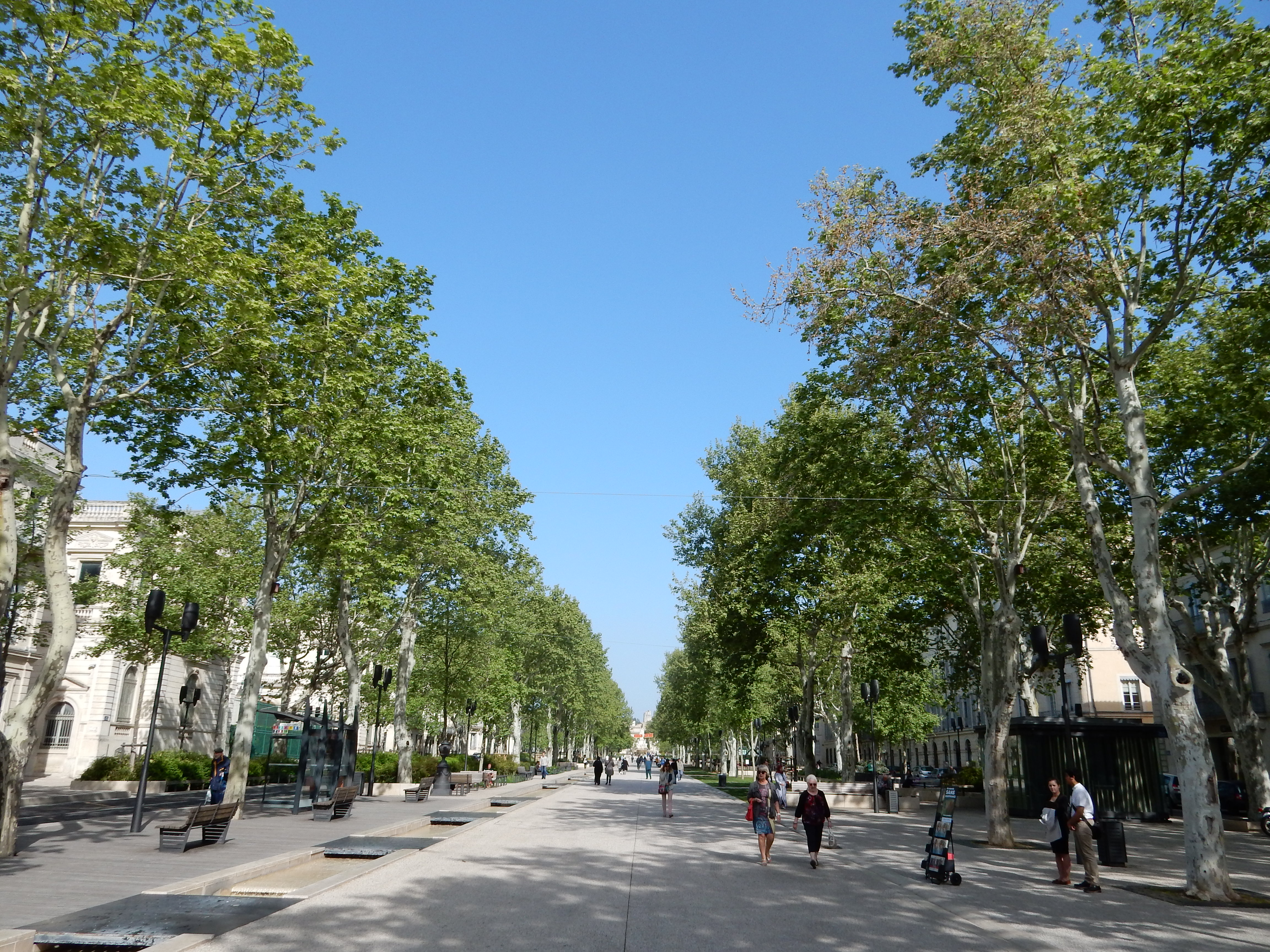
Panoramica del Boulevard Fouchères
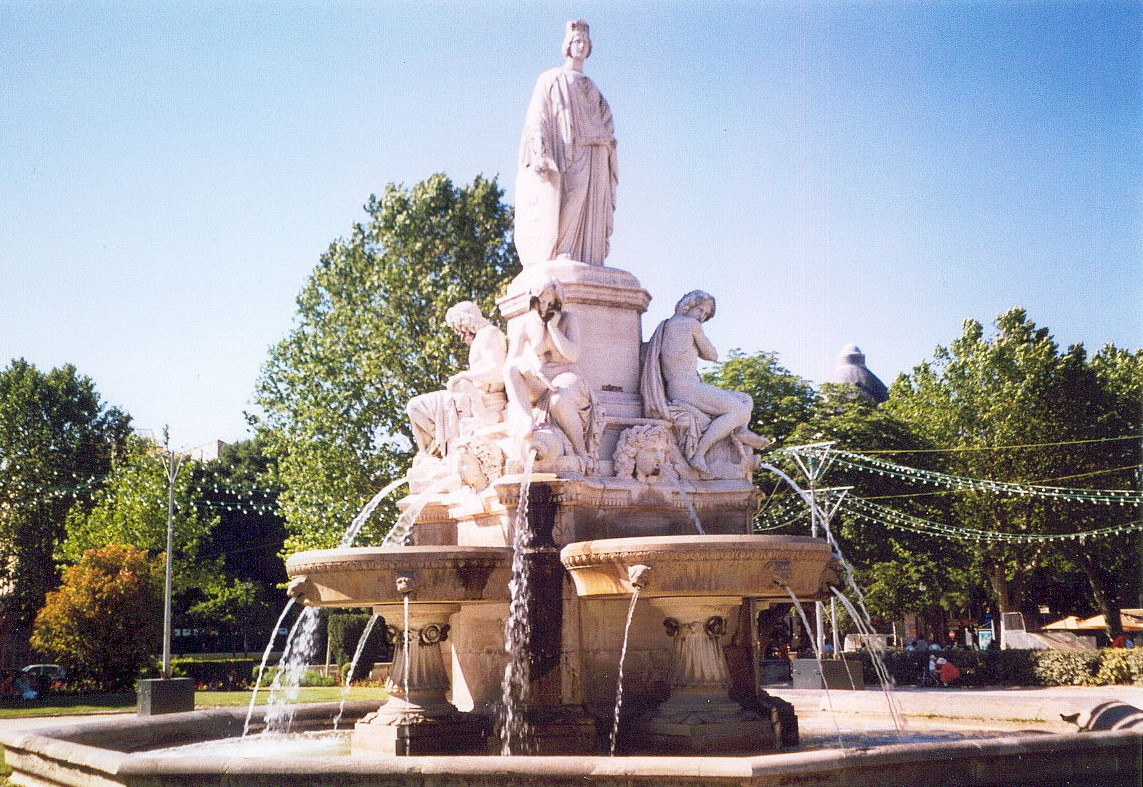
Il gruppo marmoreo che sovrasta l'ampia fontana in Esplanade Charles de Gaulle
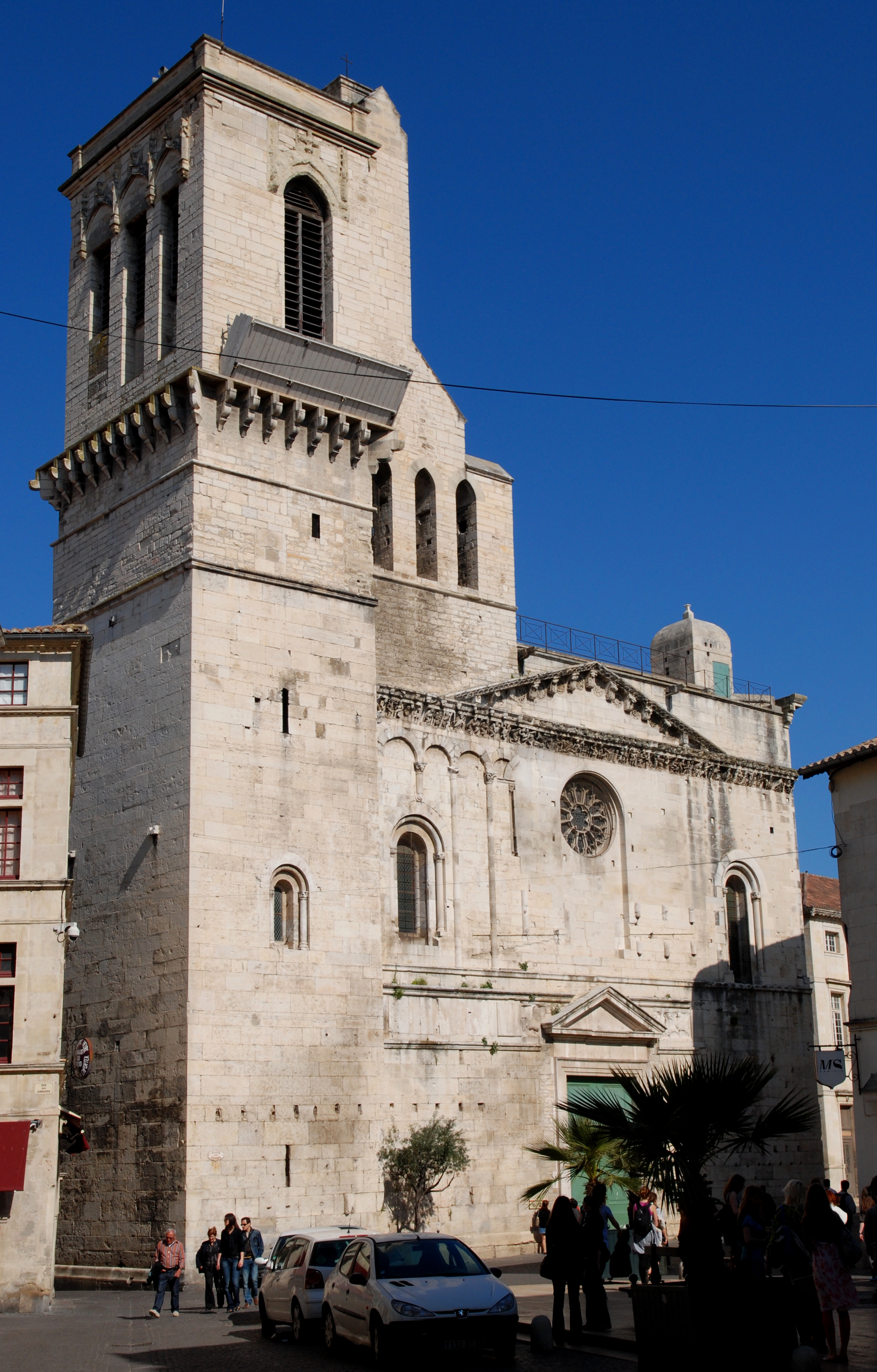
La cattedrale di Nostra Signora e San Castore